# Telmatoscopus contortula
Telmatoscopus contortula és una espècie d'insecte dípter pertanyent a la família dels psicòdids.

## Descripció
- Mascle: sutura interocular ampla i amb forma de "V" invertida; occipuci lleument protuberant; front amb una àrea rectangular de pèls; ales sense taques i de 2,25 mm de llargària i 0,97 d'amplada; edeagus gran i asimètric.
- La femella no ha estat encara descrita.[3]

## Distribució geogràfica
Es troba a Indonèsia: Papua Occidental.